# Valle di Orsera
La valle di Orsera (in tedesco Urserental) è una valle del Canton Uri in Svizzera.

## Geografia
La valle si estende in direzione da sud-ovest a nord-est da Realp a Hospental e fino a Andermatt.
La valle è percorsa dalla prima parte del fiume Reuss.
Si stacca dalla valle principale del cantone ed è collegata al canton Vallese attraverso il passo della Furka, al canton Grigioni attraverso il passo dell'Oberalp ed al canton Ticino attraverso il passo del San Gottardo.

## Storia
Durante l'alto Medioevo abitanti della Valle Leventina sembrerebbero aver colonizzato alcune zone della regione. Dal IX secolo la Valle di Orsera divenne proprietà dell'abbazia di Disentis, nei Grigioni, e fu colonizzata dai Walser prima del XII secolo. Il Blutgericht della valle appartenne ai conti di Rapperswil a partire dal 1232, poi alla Casa d'Asburgo nel 1283 e alla nobiltà di Uri nel 1317. Nel 1332 una scaramuccia tra i coloni e le truppe dell'avogadro dell'abbazia del monastero di San Colombano di Oberalp si concluse con la sconfitta di questi ultimi.
La valle ottenne l'immediatezza imperiale nel 1382 e si congiunse alla Confederazione svizzera nel 1410, associandosi a Uri per la sua difesa e la rappresentanza esterna, conservando i privilegi di un territorio indipendente.  La vicenda, in forma epica e per alcuni aspetti romanzata ha formato oggetto di un poema scritto da Giachen Caspar Muoth.  Nel 1649 la Valle di Orsera scioglie i suoi ultimi legami con Disentis.
Nel 1798 la valle fu compresa nel canton Waldstätten della Repubblica Elvetica e dopo dal 1803 nel canton Uri.